# Phylloscopus ibericus
Phylloscopus ibericus là một loài chim trong họ Phylloscopidae.